# Banara vanderbiltii
Banara vanderbiltii és una espècie rara de planta de la família Salicàcia coneguda pel nom comú palo de ramon. És endèmica a Puerto Rico, on hi ha menys de 20 individus coneguts en la selva. Al temps va ser llistat com una espècie en perill dels Estats Units el 1987, quan quedaven només sis plantes.
És un arbust perennifoli que pot créixer fins a 9 metres d'alçada, tenint aspres i texturitzades fulles peludes de 12 centímetres de llargada per 4 d'amplada. Les flors són grogues i tenen molts estams. Els fruits vermells morats proporcionen aliment per ocells, incloent el Coereba (Coereba flaveola) i l'occidental spindalis (Spindalis zena).
L'arbust creix en boscos humits damunt substrats de pedra calcària. El seu hàbitat ha estat subjecte a desforestació, la principal causa de la seva raresa. La terra va sent netejada per l'agricultura, incloent plantacions de cafè, i el bestiar és pasturat en l'àrea. També s'han realitzat exercicis militars propers a la zona i amb seccions del bosc trepitjats.
La planta va ser coneguda per estar a prop de San Juan fa molt de temps, però  va ser extingida pel desenvolupament urbà. Ara es pot trobar dins una àrea al llarg del la costa nord-oest, amb la localització d'una població minúscula  propera a Cayey i una segona, més petita a prop de Bayamón.
La planta va ser descoberta el 1899 i anomenada per Cornelius Vanderbilt, qui va finançar expedicions per la recol·lecció de plantes.